# São Julião de Palácios e Deilão
São Julião de Palácios e Deilão (Officiellement: União das Freguesias de São Julião de Palácios e Deilão) est une freguesia portugaise du concelho de Bragance avec une superficie de 80,63 km2 pour une population de 400 habitants (2011). Densité: 5 hab/km2.

## Histoire
Elle fut constituée en 2013, dans l'action d'une réforme administrative nationale, par la fusion entre les deux anciennes freguesias de São Julião de Palácios et de Deilão.

## Demographie
| Freguesia actuelle | Freguesia actuelle              | Freguesia actuelle | Freguesia actuelle | Anciennes freguesias | Anciennes freguesias   | Anciennes freguesias | Anciennes freguesias |
| Blason             | Freguesia                       | Population         | Superficie(km2)    | Blason               | Freguesia              | Population(2011)     | Superficie(km2)      |
| ------------------ | ------------------------------- | ------------------ | ------------------ | -------------------- | ---------------------- | -------------------- | -------------------- |
|                    | São Julião de Palácios e Deilão | 400                | 80,63              |                      | São Julião de Palácios | 232                  | 38,66                |
|                    | São Julião de Palácios e Deilão | 400                | 80,63              | Deilão               | 168                    | 41,97                |                      |